# راکل دینک
راکل دینک ( انگلیسی: Rakel Dink؛ زادهٔ ۱۹۵۹) کنشگر فعال حقوق بشر ارمنی‌تبار اهل ترکیه و رئیس بنیاد هراند دینک است.

## زندگی‌نامه
وی در ۱۹۵۹ در سیلوپی به دنیا آمد . همسر وی روزنامه‌نگار و کنشگر فعال حقوق بشر، هرانت دینک بود که در ۱۹ ژانویه ۲۰۰۷ ترور شد